# Pedaria oblonga
Pedaria oblonga là một loài bọ cánh cứng trong họ Bọ hung (Scarabaeidae).